# M3 Half-track
Pour les articles homonymes, voir M3.
 (avril 2021).
Si vous disposez d'ouvrages ou d'articles de référence ou si vous connaissez des sites web de qualité traitant du thème abordé ici, merci de compléter l'article en donnant les références utiles à sa vérifiabilité et en les liant à la section « Notes et références ».
Le M3 Half-track est un engin blindé semi-chenillé transport de troupes des Forces armées des États-Unis principalement utilisé lors de la Seconde Guerre mondiale et pendant la guerre froide. Il est dérivé du half-track M2. Il a été produit en ce qui concerne sa version standard à 15 000 exemplaires et pour ses variantes à 38 000 exemplaires.
Plusieurs dizaines de variantes sont produites pour servir de châssis à un système d'armes antiaérien automouvant ou à des pièces d'artillerie motorisées. Pendant la Seconde Guerre Mondiale, le M3 et ses variantes ont été distribuées à l'US Army, aux US Marines, aux forces armées du Commonwealth britannique et à l'armée soviétique. Il sert sur tous les fronts principaux pendant la durée de la guerre. Le M3 et ses variantes sont produites par plusieurs entreprises dont Diamond T, White Motor et Autocar. Relativement impopulaire au début en raison de la faiblesse de son blindage et l'absence de protection supérieure pour protéger l'équipage des shrapnels, il est utilisé par la quasi-totalité des alliés pendant le conflit.
Pendant la Guerre Froide, il est utilisé par de nombreux acteurs étatiques et non étatiques dans des confits en Amérique du Sud, au Moyen-Orient, en Afrique et en Asie. Il reste en service jusqu'au milieu des années 90 et est encore utilisé par le Mexique en 2019.

## Caractéristiques
Le half-track M3 est long de 6,17 m, large de 2,223 m, haut de 2,26 m et pèse 9,07 tonnes. L'empattement est de 3,44 m. La suspension consiste en un ressort à lames pour chacune des deux roues avant. À l'arrière, il dispose pour tendre le train de roulement chenillé d'un ressort hélicoïdal vertical. La contenance de ses réservoirs est de 230 litres d'essence au total. Le M3 peut transporter un conducteur et une équipe de 12 soldats. Il a une autonomie de 240 km. Il dispose d'un blindage compris entre 6 et 12 mm d'épaisseur qui protège l'équipage des coups des armes légères d'infanterie. Il est mû par un moteur à essence White de 128 ch (95 kW) « White 160AX » de 6 330 cm3 de cylindrée qui donne au véhicule un rapport de 16,1 ch/tonne (légèrement moins favorable que son homologue allemand, le Sd.Kfz. 250 avec un rapport de 18 ch/tonne). 

## Conception
Le modèle du M3 utilise de nombreux composants commerciaux pour améliorer sa fiabilité et le rythme de production. Il est standardisé en 1940 et il est construit par Autocar, Diamond T et White. Avec un moteur White 160AX, la transmission du M3 est manuelle, non synchronisée, avec quatre vitesses avant et une marche arrière et comprend une boîte de transfert (permettant la répartition de puissance entre les essieux avant et arrière) à deux positions. La suspension avant utilise des ressorts-lames alors que le train de roulement chenillé est suspendu par un ressort hélicoïdal vertical. La direction n'est pas assistée alors que le freinage bénéficie d'une assistance hydraulique. L'alimentation électrique est de 12 volts. Le véhicule utilise deux chenilles faites de caoutchouc moulé armé par un câble en acier et des guides-chenille métalliques.
Les armes d'infanterie sont tenues par des râteliers derrière les sièges avant alors que les munitions et les rations sont généralement stockées dessous. En 1942, les véhicules reçoivent un petit râtelier pour stocker les mines terrestres à l'extérieur du compartiment de l'équipage, juste au-dessus des chenilles. Au combat, les hommes d'équipage ont pu accrocher des rations supplémentaires, des sacs à dos et tout autre type de matériel à l'extérieur du véhicule. Des étagères pour mettre les paquetages ont souvent été ajoutées sur le terrain et les derniers véhicules reçoivent des étagères montées à l'arrière à cet effet. 
Les premiers véhicules reçoivent un affût-pivot juste derrière les sièges avant qui pouvait soutenir une mitrailleuse Browning de 12,7 mm M2HB. Les dernières versions M3A1 reçoivent un « pupitre » blindé pour une mitrailleuse de 12,7 mm et des affûts pour deux mitrailleuses de 7,62 mm montées le long du compartiment de l'équipage. De nombreux M3 ont été convertis en M3A1. La carrosserie est totalement blindée avec des volets blindés réglables sur le radiateur du moteur et un pare-brise à l'épreuve des balles. 

## Développement
Le développement d'un engin semi-chenillé à partir du véhicule de reconnaissance M3 commence avec la directive du matériel OCM 14188. Le prototype est construit à l'arsenal de Rock Island avec le soutien de la White Motor Company et reçoit la nomenclature T7. Il a le même châssis et moteur que le M3 mais il a des roues avant plus large et un pare-chocs plus court à l'avant. Le blindage est composé d'une plaque d'acier durci de 8 mm et le véhicule est armé de deux mitrailleuses de 7,62 mm Mle 1919 et d'une mitrailleuse Browning M2 HB de 12,7 mm. Il comprend un équipage de huit membres. Des essais à Aberdeen Proving Ground en 1938 constatent des performances insuffisantes en raison de la direction prise par les roues avant. Le T7 est alors reconverti en véhicule de reconnaissance et confié à l'US Army. 
Tout au long de 1939 et 1940, un nouveau prototype est construit et développé par l'US Army à Aberdeen Proving Ground. Le M3 est alors développé comme une version plus grande du M2 équipé de deux mitrailleuses Mle 1919 et une mitrailleuse M2HB de 12,7 mm pour le combat. Le M3 se voit ajouter une porte arrière et cinq sièges supplémentaires. Il est essayé à Aberdeen Proving Ground en été 1941 et il est adopté peu après. 

## Service
Dans l'US Army, le M3 est destiné aux régiments d'infanterie motorisés. Il est rapidement mis en service par le Provisional Tank Group (Groupe provisoire de chars) lorsque l'armée japonaise commence l'invasion des Philippines (décembre 1941). Au début, il est victime de nombreux défauts mécaniques. Le service du matériel les rectifie sur la base des rapports faits par les militaires aux Philippines. Le M3 est utilisé dans son rôle premier lors de l'opération Torch. Chaque division blindée possède 433 M2 ou M3 dans les régiments blindés et 233 dans les régiments d'infanterie motorisée.
Au début, les half-tracks sont impopulaires. Ils reçoivent le surnom de Purple Heart boxes, les boites à Purple Heart (décoration donnée aux blessés au combat dans l'US Army). Le reproche principal est concentré sur le manque complet de protection du dessus contre les obus d'artillerie fusants et le manque de résistance au feu des mitrailleuses. Omar Bradley déclare dans son rapport sur les half-tracks que c'était un reproche fondé et améliorable. Sa mauvaise réputation provient de l'inexpérience de la troupe qui l'utilisait pour trop de missions. Un autre problème majeur avec le M3 est son galet de tension arrière fixe qui se cassait trop facilement en terrain difficile. Les chefs militaires en Afrique du Nord achètent alors des pièces détachées pour construire des galets de tension montés sur ressort pour faire face au terrain difficile. Cette modification est approuvée par le service du matériel américain. En 1943, le M3 sert en Sicile et en Italie et les retours du terrain deviennent alors positifs. Il est employé lors de l'opération Overlord et sur le front européen jusqu'à la fin de la guerre.
La production totale de M3 et de ses variantes se monte à 54 000 véhicules environ, dont  6 818 en 1941-1942. Pour équiper les nations alliées, International Harvester produit des véhicules tout à fait similaires sous le nom de M5, en particulier dans le cadre du plan Prêt-Bail.

## Variantes

### Véhicules blindés transport de troupe
- M3 - Half-tracks produits par White et Autocar équipés d'un moteur de 6 330 cm3 160AX. Ils sont équipés soit d'un affût antiaérien M32 ou d'un affût terrestre pour une mitrailleuse de 12,7 M2HB.
- M3A1 - Il reçoit un affût circulaire M49 fixé au-dessus du siège avant droit. Entre 1942 et 1943, tous les M3, qu'ils soient standards ou A1, sont remis à niveau continuellement. Ces améliorations comprennent un certain nombre d'aménagements du train de roulement, du moteur et de la répartition des charges.
- T29/M3A2 - Développé en 1943, il comprend des éléments propres à assurer une convergence entre les M2 et les M3 et en faire un véhicule unique. Le besoin en half-track s'est avéré moins important que prévu et le M3A2 n'a jamais été produit.
- Le M5 transport de troupe
- M3E2/M5 - Variante produite par International Harvester, largement identique en apparence au M3, il est équipé d'un moteur à essence de 7 400 cm3 IHC RED-450-B, un train de roulement et un équipement électrique différent. Le châssis, les bogies, les chenilles, la poulie de tension, le barbotin, les treuils, la boite de transfert, les galets de roulement et les affûts de mitrailleuse sont interchangeables avec ceux du M3. Le M5 est plus lourd que le M3 en raison de son blindage plus épais. La carrosserie du véhicule est soudée plus que rivetée. Le M5 est principalement construit pour les accords Prêt-Bail.
- M5A1 - Similaire au M3A1, le M5A1 est un M5 doté d'un affût de mitrailleuse M49. Il est armé d'une mitrailleuse de 12,7 mm M2HB et de deux mitrailleuses de 7,62 mm. Le modèle IHC a une vitesse maximum légèrement inférieure (68 km/h) et une autonomie plus faible (201 km).
- T21/M5A2 - En principe similaire au M3A2, il est développé pour aboutir à la fusion de la production des deux modèles M5 et M9. Comme pour le M3A2, le projet n'est pas achevé et le modèle n'est donc pas produit.
- M9 - Avec la même carrosserie que le M5 mais avec une répartition des charges identique à celle du M2, la radio est accessible de l'intérieur par opposition à l'extérieur et il est équipé d'une porte arrière, d'un affût piédestal pour la mitrailleuse.
- M9A1 - Même modèle que le M9 sauf avec l'affût circulaire et les trois affûts fixés sur les parois pour mitrailleuses.

### Canons, obusiers et mortiers automoteurs
- T12/M3 75 mm GMC (Gun Motor Carriage) – Châssis M3 équipé d'un canon de 75 mm M1897A5, il peut aussi être monté sur un affût-bouclier M2A3
- M3A1 75 mm GMC –  L'affût-bouclier M2A2 est remplacé par un M2A3 lors de l'épuisement des stocks du premier. Des variantes ultérieures font apparaître un affût bouclier de circonstance et de 59 coups complets.
- T19 105 mm HMC (Howitzer Motor Carriage)– Châssis M3 armé de l'obusier M2A1 de 105 mm avec huit coups complets.
- T19/M21 81 mm MMC (Mortar Motor Carriage) – Châssis porte mortier M3 équipé d'un mortier M1 de 81 mm et doté de 97 coups, le mortier est placé pour être mis en œuvre de l'intérieur du véhicule.
- T21 – Chassis porte-mortier M3  avec un mortier de 4,2 pouces (106 mm) il n'est pas adopté.
  - T21E1 – Le T21 ne peut tirer que vers l'arrière tout comme le porte-mortier M4 basé sur le M2, le T21E1 peut tirer vers l'avant.
- T30 75 mm HMC – Châssis de M3 porte-obusier équipé avec un obusier de 75 mm M1A1 sur un affût simple avec une dotation de 60 coups. Utilisé par l'US Army, il est attribué aux Français Libres et il est utilisé ultérieurement en Indochine.
- T38 105 mm HMC – Châssis de M3 porte-obusier équipé de l'obusier M3 de 105 mm. Sa production est annulée avec le succès de l'obusier automouvant de 105 mm T19.
- T48 Gun Motor Carriage – Châssis de M3 porte-canon équipé avec le canon de 57 mmm M1, copie du canon britannique antichar QF6 6 pounder. Au total, 962 T48 sont produits pendant la guerre. 60 sont attribués à la Grande-Bretagne dans le cadre du plan Prêt-Bail et 650 sont envoyés à l'URSS où il sert sous le nom de SU-57 doté de 99 coups. Un total de 32 est converti en M3A1, alors qu'un seul est entré en service dans l'US Army.

### Versions antiaériennes
- T1E4/M13 MGMC (Multiple Gun Mount Carriage) – Châssis de M3 équipé d'un affût double Maxson M33 avec deux mitrailleuses de 12,7 mm M2HB dotées de 5 000 coups au total. Les côtés de la carrosserie des prototypes du T1E4 sont retirés pour faciliter les mouvements de l'affût. Lors de la production, il est reclassé sous la nomenclature M13. Il est développé à partir du projet T1, lui-même développé sur la base du half-track M2.
  - M14 Half-track – Variante du M13 MGMC monté sur un châssis M5. Livré à la Grande-Bretagne sous le contrat Prêt-Bail.

- M16 Half-track –  Châssis de M3 équipé d'un affût quadruple Maxson M45  (plus spécifiquement le M45D) équipé de quatre mitrailleuses de 12,7 mm M2HB dotées de 5 000 coups au total.
  - M16A1 MGMC – Véhicule transport de troupe standard M3 converti en MGMC en ôtant les sièges arrière et en installant un affût quadruple Maxson M45 (Plus spécifiquement le M45D avec un bouclier en forme d'aile de chauve-souris installé de part et d'autre de l'affût au-dessus des mitrailleuses). Ces véhicules sont facilement identifiables par l'absence des petits panneaux supérieurs repliables au-dessus de la carrosserie caractéristiques des M16 originaux.
  - M16A2 MGMC – M16 convertis pour ajouter les améliorations apportées au M16A1 avec l'ajout de la porte à l'arrière du compartiment de l'équipage. Pour les M16 déjà construits, ces améliorations se manifestent essentiellement par un changement d'affût du M45D au M45F.
  - M17 Half-track – version du M16 MGMC doté de 5 000 coups, sur la base du châssis M5 attribué à l'Union soviétique sur la base du contrat Prêt-Bail.
- T58 – Similaire au M16 et M17, le T58 est équipé d'une tourelle Maxson mise en œuvre grâce à un moteur électrique spécial. Il n'a existé que sous la forme de prototype.
- T28E1 CGMC (Combination Gun Motor Carriage)– Châssis M3 équipé d'un ensemble composé d'un autocanon de 37 mm M1A2 doté de 240 coups flanqué de deux mitrailleuses de 12,7 mm  M2HB doté de 3 400 coups au total. Le T28 d'origine est construit sur un châssis de half-track M2 . Il n'a existé que sous la forme de prototype.
  - M15 Half-track – Variante du T28E1 équipé d'une superstructure blindée sur l'affût pour protéger l'équipage et solidarisée les mitrailleuses de 12,7 mm M2HB.
  - M15A1 CGMC – Système d'arme réorganisé avec les mitrailleuses de 12,7 mm M2HB montée sous un autocanon de 37 mmm M1A2 au lieu de l'installation exposée ci-dessus.
- T10E1 – Variante conçue pour essayer la faisabilité de remplacer les mitrailleuses de 12,7 mm par une copie américaine de canon de 20 mm Hispano-Suiza HS.404 sur un affût Maxson modifié. Tous ont été reconverti en M16 normaux. Le T10 d'origine était monté sur le châssis du half-track M2.

#### Essais de montage d'un canon de 40 mm
Des expérimentations variées sont faites pour monter un canon de 40 mm Bofors L/50 sur le chassis M3. Dans la plupart des cas, le recul de l'arme est trop important et le dispositif est trop lourd. Les essais sont arrêtés par l'adoption du M19 MGMC monté sur le châssis du char léger M24 « Chaffee ».
- T54/E1 – Essayé en 1942, l'affût s'avère rapidement instable en phase de tir et le T54E1 amélioré qui comprend un bouclier blindé circulaire et un blindage arrière sur le véhicule ne résout pas le problème. Il n'a existé que sous la forme de prototype.
- – Développement du T54/E1, équipé de jacks extérieurss pour aider à la stabilisation du véhicule pendant les périodes de tir prolongées, il s'avère encore trop instable pour la lutte anti-aérienne. Il n'a existé que sous la forme de prototype
  - T59E1 –  T59 équipé avec le système de contrôle de tir T17, il n'a existé que sous forme de prototype.
- T60/E1 – Identique au T54 et au T59 mais armé de deux mitrailleuses de 12,7 mm M2HB placées de part et d'autre d'un canon de 40 mm (Le dispositif reçoit le numéro de nomenclature T65). Le T60E1 est développé avec un blindage similaire à celui du T54E1. Il souffre des mêmes problèmes de stabilité que les versions précédentes. N'a existé qu'à l'état de prototype.
- T68 – Le projet d'expérimentation le plus abouti, le T68 comprend deux canons de 40 mm superposés et un stabilisateur au-dessus des deux tubes. La force du recul s'avère trop importante pour l'affût et l'idée est abandonnée. N'a existé que sous la forme de prototype.
- M15 « Special » – Conversion effectuée sur le terrain par les dépôts de l'US Army en Australie pour monter sur un M3 standard qui ne soit pas un M15 une tourelle de 40 mm Bofors L/50. Seuls les dispositifs montés sur les M3 connaissent le succès et sont plus utilisés pour de l'appui direct que dans un rôle antiaérien.
- M34 – Comme le M15 « Special » ci-dessus, 102 M15 sont convertis en M34 au Japon en 1951. Le M34 était équipé d'un tube simple de 40 mm Bofors à la place du dispositif du M15. L'idée est de surmonter le manque de munitions de 37 mm qui ne sont plus fabriquées. Le M34 sert en particulier avec le 26 ème et le 140 ème bataillon de lutte antiaérienne pendant la guerre de Corée.

### Les versions israéliennes
Les Israéliens montent un canon de 20  mm sur un châssis de half-track M3 modifié.
- M3 Mk. A – M5 APC (Armoured Personnal Carrier - Véhicule blindé transport de troupe). Les half-tracks israéliens reçoivent tous l'appellation M3 même lorsqu'il s'agit de modèles M2/M9 et ils sont tous connu sous le nom de Zachlam זחל"ם en hebreu. Le M3 Mk. A est identifié comme IHC M5s lorsqu'il est équipé du moteur RED-450. L'affût de mitrailleuse M49 est conservé mais de nombreux types de mitrailleuses y sont montées.

- M3 Mk. B – M5 converti comme poste de commandement avec des postes-radio supplémentaires et un parechoc avant doté d'un treuil. Le Mk. B est équipé de mitrailleuses de 12,7 mm M2HB.
- M3 Mk. C – À l'origine un canon automoteur M21 MMC  monté sur un châssis M3 (présumé équipé du moteur White 160AX d'origine) et équipé d'un mortier M1 de 81 mm.
- M3 Mk. D – Un autre mortier automoteur monté sur un châssis de half-track M3, équipé du mortier de 120 mm de Soltam Systems. Il est entré en service en 1960.
- M3 TCM-20 – Half-track M3/M5 équipé du système d'arme israélien TCM-20 avec deux canons Hispano-Suiza HS. 404 monté sur un affût Maxson d'ancien modèle. La fente de vision de droite est souvent remplacé par un affût de coque semi-sphérique pour une mitrailleuse. Ils s'avèrent être très efficaces pour lutter contre les équipes de missiles antichar en les forçant à se cacher ou pour les empêcher de se mettre sur des positions favorables pour les utiliser avec précision.

## Utilisateurs

### Pays
- Belgique : armée belge[2]
- Brésil[3]
- Canada : armée canadienne[4]
- Chili[2]
- République de Chine : armée nationale révolutionnaire[2]
- République tchèque[2]
- Danemark : forces armées danoises[3]
- République dominicaine : forces armées dominicaines (16 encore en service)[3]
- France : forces françaises libres[2]
- Reich allemand : Wehrmacht[N 3],[5]
- République fédérale d'Allemagne : Bundeswehr[3]
- Grèce : armée grecque[2]
- Israël : armée israélienne[6]
- Italie : armée italienne[2]
- Inde : armée indienne[2]
- Japon : armée japonaise[3]
- Liban : armée libanaise
- Mali : armée malienne[7]
- Mexique[2]
- Nouvelle-Zélande[2]
- Maroc [8]
- Norvège[2]
- Pakistan : armée pakistanaise[3]
- Paraguay : Paraguay army
- Commonwealth des Philippines : armée philippine et Philippine Constabulary (en)[2]
- Portugal : armée portugaise[2]
- Pologne[2]
- Union soviétique : armée rouge[2]
- Turquie : armée turque[3]
- Royaume-Uni : armée britannique[2]
- États-Unis : U.S. Army[9]
- Yougoslavie : armée populaire yougoslave[10]

### Autres
- Forces libanaises[N 4],[11]
- Armée du Liban Sud (ALS)[N 4],[12]
- Mouvement Amal[N 5],[13],[14]
- Hezbollah[N 5]